# 시키가미

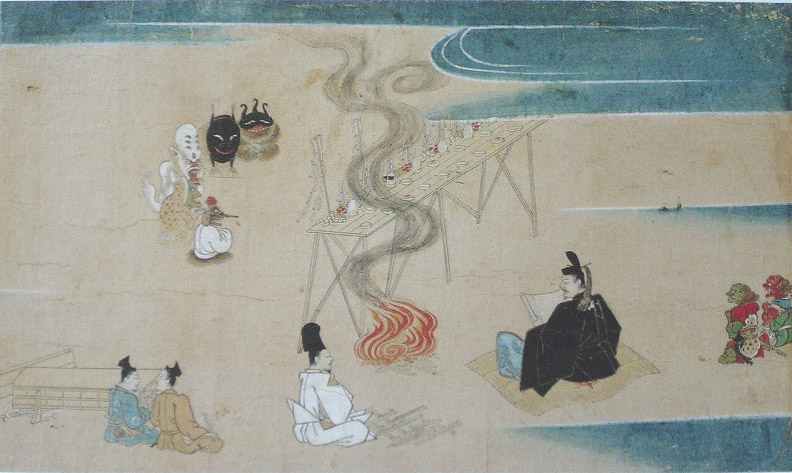
시키가미를 사역하는 아베노 세이메이.

시키가미(式神)란 음양사가 사역하는 귀신이다.

## 같이 보기
- 토우 (고고학)
- 사역마
- 고케시
- 토템
- 우샤브티